# Kraftwerk Manapouri
Das Kraftwerk Manapouri, vom Betreiber Manapōuri Hydro Station genannt, ist ein Kavernenkraftwerk im Southland District der Region Southland auf der Südinsel von Neuseeland. Es ist das größte Wasserkraftwerk des Landes.

## Geographie
Das eigentliche Kraftwerk befindet sich am Ende des West Arms des Lake Manapouri, 26 km westnordwestlich des Ortes Manapouri und 26 km südwestlich von Te Anau. Um das Gefälle des Wassers des Lake Manapouri zum Meeresspiegel nutzen zu können, wurden von dem Standort des Kraftwerks aus zwei 10 km lange Tunnel in nordwestliche Richtung durch die Berge von Fiordland zum Deep Cove, einem Arm des Doubtful Sound/Patea getrieben.

## Geschichte

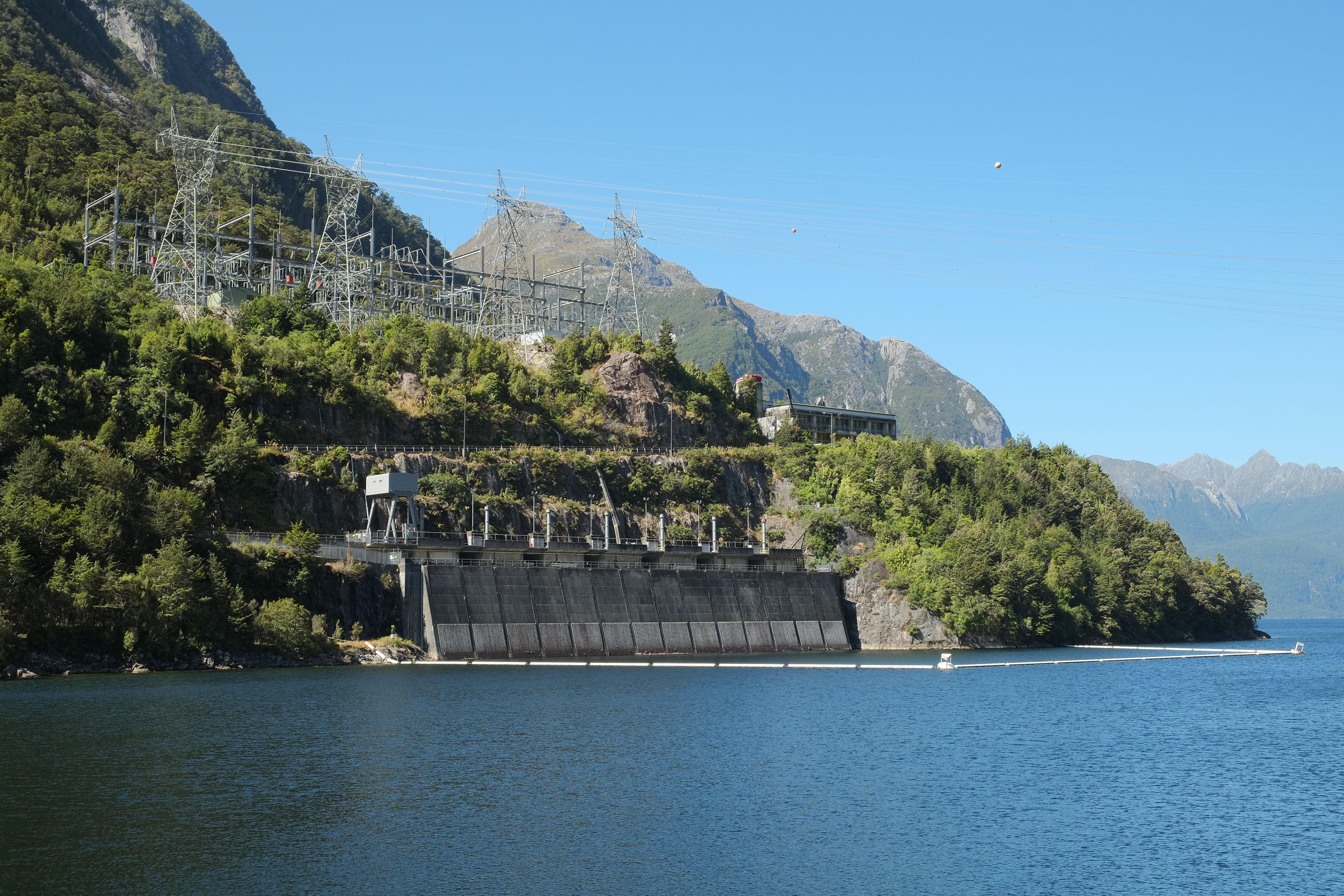
Kraftwerk vom See aus gesehen

Die Idee eine Wasserkraftanlage am Lake Manapouri zu errichten entstand 1904 durch P. S. Hay vom damaligen Public Works Department, doch die Abgeschiedenheit des Sees und die Herausforderungen an die Ingenieure ließen eine Realisierung der Idee noch nicht zu. Als 1956 die Consolidated Zinc aus Australien plante, nahe dem Orte Bluff im Süden der Südinsel eine Aluminiumschmelze zu errichten, wurde wegen des immensen Strombedarfs der Hütte die Idee des Kraftwerkbaus wieder aufgegriffen und ein Vertrag am 19. Januar 1960 mit der Consolidated Zinc, die das Kraftwerk bauen wollte, geschlossen.
Der Vertrag sah vor, die Seen Lake Te Anau und Lake Manapouri zu verbinden, den Wasserstand durch den Bau eines Dammes auf 30 m anzuheben und der Firma Consolidated Zinc die Nutzungsrechte beider Seen für 99 Jahre zu garantieren. 1963 entschied die Firma das Kraftwerk nicht zu bauen, sondern nur die Aluminiumhütte. Nachdem die Finanzierung durch die Regierung geklärt und die Projektrealisierung übernommen worden war, begann der Bau des Kraftwerks im Jahr 1964 mit einem Tunnel zum Deep Cove. Der Bau kostete 135,5 Millionen NZ$, fast 8 Millionen Arbeitsstunden und 16 Arbeitern das Leben.
Im September 1969 wurde der erste Strom produziert, und in der Bauabschnittsphase #2 sollte der Wasserspiegel des Sees um 8 m gehoben werden. Hiergegen formierte sich heftiger Widerstand in der Bevölkerung, und mit 264.907 Unterschriften zwangen die Initiatoren des Protestes die Regierung zum Einlenken. 1972 ging die Anlage dann offiziell in Betrieb. Doch es stellte sich ein Design- und Auslegungsfehler der Anlage heraus, der bei der vollen Auslastung des Kraftwerks mit seinen geplanten 700 MW die Flutung der Kraftwerkskaverne wegen zu geringer Durchsatzleistung des Unterwassertunnels aufgrund einer fehlerhaft eingeschätzten hydraulischen Rohrreibung zur Folge hätte haben können. So konnte die Anlage nur maximal 585 MW Strom produzieren. Um dieser Einschränkung entgegenzutreten, entschied man 1997 dann letztlich, einen zweiten, parallelen Tunnel zur Ableitung des genutzten Wassers zu bauen, der im Jahr 2002 in Betrieb ging. Seitdem kann die Anlage bis auf 800 MW Leistung gefahren werden, da einerseits seither die Triebwassermenge vollständig und sicher abgeführt werden kann, andererseits durch die verbesserten Strömungsverhältnisse eine größere Nettofallhöhe zur Verfügung steht.
Im Juli 2020 hat der Betreiber angekündigt, die Aluminiumhütte in Bluff zum August 2021 zu schließen.  Dies hat Debatten darüber ausgelöst, wie die elektrische Energie zukünftig genutzt werden könnte.
Zu einer Schließung kam es dann aber nicht. Im Mai 2024 wurden neue Stromlieferverträge für 20 Jahre geschlossen.

## Daten des Kraftwerks
Die Maschinenkaverne des Kraftwerks besitzt eine Länge von 111 m und ist 18 m breit. In ihr befinden sich sieben 121,5 MW-Siemens-Generatoren, deren mit einer Spannung von 13.800 Volt erzeugter Strom durch 133 Tonnen wiegende Maschinentransformatoren auf 220.000 Volt hochgespannt wird. Das zur Stromerzeugung genutzte Wasser strömt mit einem maximalen Durchfluss von 500 m³ pro Sekunde und einer Fallhöhe von 178 m durch das Einlaufbauwerk und sieben Triebwasserschächte und treibt damit die sieben Francis-Turbinen mit vertikaler Wellenanordnung an. Nach dem Austritt aus den Saugrohren der Turbinen fließt das Wasser durch die beiden 10 m im Durchmesser messenden Tunnel zum Doubtful Sound/Patea ab. Obwohl das Kraftwerk heute auf eine Leistung von 850 MW ausgelegt ist, wird es auf 800 MW Stromerzeugung begrenzt.
Ein Großteil der vom Manapōuri-Kraftwerk produzierten elektrischen Energie wird 160 km weiter südöstlich bei Bluff in der Hütte der heutigen Firma New Zealand Aluminium Smelters, die auf einen Verbrauch von 572 MW ausgelegt ist, zur Aluminiumgewinnung genutzt.